# Stadio Renzo Barbera
Stadio Renzo Barbera – stadion piłkarski znajdujący się w mieście Palermo we Włoszech.
Swoje mecze rozgrywa na nim zespół US Palermo. Jego pojemność wynosi 36 365.